# Al-Faisaly Sports Club
L'Al-Faisaly Sports Club (in arabo نادي الفيصلي الرياضي‎?) è una società calcistica giordana di Amman. Milita nella Lega giordana professionistica, la massima serie del campionato giordano di calcio.
Fondato nel 1932, è il club più titolato della nazione, potendo vantare la vittoria di 35 campionati giordani (record), 21 Coppe di Giordania (record), 9 Coppe della Federazione giordana e 17 Supercoppe di Giordania (record). A livello internazionale ha vinto 2 Coppe dell'AFC, nelle stagioni 2005 e 2006.

## Palmarès

### Competizioni nazionali
- Campionato giordano: 35 (record)

1944, 1945, 1959, 1960, 1961, 1962, 1963, 1964, 1965, 1966, 1970, 1971, 1972, 1973, 1974, 1976, 1977, 1983, 1985, 1986, 1989, 1990, 1992, 1993, 1998, 1999, 2000, 2001, 2002-2003, 2003-2004, 2009-2010, 2011-2012, 2017-2018, 2018-2019, 2022
- Coppa di Giordania: 21 (record)

1980, 1981, 1983, 1988, 1989, 1992, 1993, 1994, 1995, 1998, 1999, 2001, 2002-2003, 2003-2004, 2004-2005, 2007-2008, 2011-2012, 2014-2015, 2016-2017, 2018-2019, 2021
- Coppa della Federazione giordana: 9

1987, 1991, 1992, 1997, 2000, 2009, 2011, 2022, 2023
- Supercoppa di Giordania: 17 (record)

1981, 1982, 1984, 1986, 1987, 1991, 1993, 1994, 1995, 1996, 2002, 2004, 2006, 2012, 2015, 2017, 2020

### Competizioni internazionali
- Coppa dell'AFC: 2

2005, 2006

### Altri piazzamenti
- Campionato giordano:

Secondo posto: 1991-1992, 1997, 1998, 2003-2004, 2005-2006, 2006-2007, 2007-2008
Terzo posto: 1995-1996, 2004-2005, 2008-2009, 2024-2025
- Coppa di Giordania:

Finalista: 1985, 1988-1989, 2000, 2005-2006, 2006-2007
Semifinalista: 2024-2025
- Supercoppa di Giordania:

Finalista: 1989, 1990, 2000, 2001, 2003, 2005, 2008, 2010, 2022, 2023
- Coppa dell'AFC:

Finalista: 2007
Semifinalista: 2013
Semifinale zonale: 2018
- Champions League araba:

Finalista: 2006-2007, 2017
- Coppa delle Coppe araba

Finalista: 1996
- Supercoppa araba:

Finalista: 2000

## Statistiche

### Risultati nelle competizioni AFC
- AFC Champions League: 3 apparizioni

2002–2003: Turno preliminare
2018: Turno di play-off
2020: Turno preliminare
- Coppa dell'AFC: 9 apparizioni

2005: Vittoria
2006: Vittoria
2007: Secondo posto
2009: Fase a gironi
2011: Ottavi di finale
2012: Fase a gironi
2013: Semifinali
2016: Ottavi di finale
2018: Semifinali
2020: Fase a gironi
2021: Fase a gironi
- Coppa delle Coppe dell'AFC: 2 apparizioni

1990–1991: Secondo turno
1994–1995: Ritirato al primo turno

## Rosa attuale
| N. |                      | Ruolo | Calciatore             |
| -- | -------------------- | ----- | ---------------------- |
| 1  | Giordania (bandiera) | P     | Lo'ai Al-Amaireh       |
| 2  | Giordania (bandiera) | D     | Abdel-Ilah Al-Hanahneh |
| 4  | Giordania (bandiera) | D     | Maan Abu Qdais         |
| 5  | Giordania (bandiera) | D     | Ibrahim Al-Zawahreh    |
| 6  | Giordania (bandiera) | C     | Hassouneh Al-Sheikh    |
| 7  | Giordania (bandiera) | D     | Mohammad Khamees       |
| 8  | Giordania (bandiera) | D     | Yusuf Al-Naber         |
| 9  | Palestina (bandiera) | A     | Ashraf Nu'man          |
| 10 | Giordania (bandiera) | A     | Khaldoun Al-Khawaldeh  |
| 11 | Giordania (bandiera) | A     | Abdel-Hadi Al-Maharmeh |
| 13 | Giordania (bandiera) | C     | Khalil Bani Attiah     |
| 15 | Giordania (bandiera) | C     | Shareef Adnan          |
| 16 | Giordania (bandiera) | C     | Anas Hijah             |
| 17 | Giordania (bandiera) | D     | Hatem Aqel             |
| 18 | Palestina (bandiera) | C     | Khader Yousef          |
| 19 | Giordania (bandiera) | C     | Amer Abu Amer          |
| 20 | Giordania (bandiera) | C     | Hussein Ziad           |

| N. |                      | Ruolo | Calciatore           |
| -- | -------------------- | ----- | -------------------- |
| 21 | Giordania (bandiera) | P     | Mohammad Shatnawi    |
| 22 | Giordania (bandiera) | P     | Bilal Abu Lawi       |
| 23 | Giordania (bandiera) | A     | Hatem Abu Khadra     |
| 24 | Giordania (bandiera) | D     | Mohammad Al-Saqri    |
| 26 | Giordania (bandiera) | C     | Ibrahim Fahed        |
| 27 | Giordania (bandiera) | D     | Moteab Al-Khalayleh  |
| 28 | Siria (bandiera)     | C     | Tamer Haj Mohamad    |
| 29 | Giordania (bandiera) | A     | Abdullah Al-Attar    |
| 30 | Giordania (bandiera) | A     | Yusuf Ra'ed          |
| 44 | Giordania (bandiera) | C     | Mohammad Al-Qatawneh |
|    | Giordania (bandiera) | C     | Amer Wrikat          |
|    | Giordania (bandiera) | C     | Sa'ed Al-Daboubi     |
|    | Giordania (bandiera) | C     | Mohammad Zuhair      |
|    | Giordania (bandiera) | C     | Mohammad Shawish     |
|    | Giordania (bandiera) | A     | Samer Samih          |